# Astroworthia bicarinata
Astroworthia bicarinata là một loài thực vật có hoa trong họ Thích diệp thụ. Loài này được (Haw.) G.D.Rowley miêu tả khoa học đầu tiên năm 1973.